# Witold Małcużyński
Witold Małcużyński est un pianiste polonais né le 10 août 1914 à Varsovie (Pologne), et mort le 17 juillet 1977 à Majorque (Espagne).

## Biographie
Né le 10 août 1914 à Varsovie, Witold Małcużyński suit des études de droit et de philosophie, avant de se tourner vers la musique à l'âge de vingt ans.
Formé par un élève de Ferruccio Busoni et par Ignacy Paderewski, puis plus tard par Marguerite Long et Isidor Philipp, il devient concertiste de niveau international.
Soutenu par Józef Turczyński, son professeur de musique à Varsovie, il est lauréat (3e prix) du IIIe Concours international de piano Frédéric-Chopin en 1937. Il rencontre cette année-là Colette Gaveau, pianiste également lauréate du concours Chopin, et fille du fondateur de la célèbre marque de pianos. Elle devient sa compagne.
Sa carrière internationale commence à l'automne 1939 à Paris, alors que l'armée allemande envahit la Pologne. Il joue à Paris en janvier 1940 sous la direction d'Albert Wolff avec les concerts Pasdeloup, précisément dans le Concerto pour piano nº 2 de Chopin.
Peu après la capitulation de la France, il s'enfuit au Portugal puis en Argentine et en Amérique du Nord.
Dans les années 1940-1942 il fait une tournée triomphale dans la plupart des pays de l'Amérique du Sud. Grâce à la protection de Yehudi Menuhin, il est introduit aux États-Unis où entre 1942 et 1945, il joue sous la direction de Serge Koussevitzky, Dimitri Mitropoulos, Pierre Monteux, Fritz Reiner, Artur Rodziński, George Szell, ou Paul Paray.
Après la guerre il donne des concerts dans les deux Amériques, en Australie, Inde, et à Ceylan. En 1949 il inaugure l'Année Chopin par un récital au Carnegie Hall de New York. Il enregistre à Londres en avril 1953 et donne trois concerti et un récital à Paris en mai, avant de repartir pour l'Amérique du Sud. Il joue de nouveau en Pologne en 1958.
Il est membre du jury du Concours international de piano Frédéric-Chopin en 1960 et 1970, et du jury du Concours musical international Reine-Élisabeth-de-Belgique en 1960.
Grand spécialiste de Frédéric Chopin, il laisse plusieurs enregistrements de référence, tels que les Polonaises, les Mazurkas,
les Ballades, les Scherzos, les Valses, la 2e Sonate en si bémol mineur, la Fantaisie en fa mineur et le 2e Concerto en fa mineur.
Il est également un interprète majeur de Ludwig van Beethoven (Appassionata), Franz Liszt (Sonate en si mineur), César Franck (Prélude, chorale et fugue), Johannes Brahms, Piotr Ilitch Tchaïkovski, Sergueï Rachmaninov (3e Concerto pour piano) Alexandre Scriabine, Karol Szymanowski, Claude Debussy, Béla Bartók et Sergueï Prokofiev.
L'art pianistique de Witold Małcużyński renoue avec la grande tradition des virtuoses romantiques.
Witold Małcużyński s'éteint à Majorque le 17 juillet 1977 à l'âge de 62 ans.

## Citations
- Émile Vuillermoz soulignait « le tact, le goût et l'intelligence infaillible » de ses interprétations.
- Edward O.D. Downes, après ses débuts au Carnegie Hall, distinguait « son élan, grand style et feu visionnaire intérieur ».